# Apocephalus aculeatus
Apocephalus aculeatus är en tvåvingeart som beskrevs av Borgmeier 1925. Apocephalus aculeatus ingår i släktet Apocephalus och familjen puckelflugor. Inga underarter finns listade i Catalogue of Life.